# Polypodium × incognitum
Polypodium × incognitum là một loài dương xỉ trong họ Polypodiaceae. Loài này được Cusick mô tả khoa học đầu tiên năm 2002.
Danh pháp khoa học của loài này chưa được làm sáng tỏ. 